# Serrado Roi
El Serrado Roi es un serrado del antiguo término de Llesp, actualmente de el Pont de Suert (Alta Ribagorza, provincia de Lérida, Cataluña, España). Se encuentra justo al norte del pueblo de Castellón de Tor.